# 大口矛尾鳕
大口矛尾鳕（又名冈村氏黑鳕）为黑鳕科黑鳕属的鱼类。分布于东中国海琉球海沟水深1100米处等，常生活于深海底层。该物种的模式产地在琉球海沟。
此鱼最早由日本学者岡村收博士（Osamu Okamura）在东中国海琉球海沟附近采集，并以黑鳕属一未定种（Melanonus sp.）描述。李思忠在编辑《中国动物志》相关卷册时系统比较了此鱼及黑鳕属其他两个已知物种（细身黑鱈、楚氏黑鱈）的形态特征，认为此鱼为一新种，并以此鱼的最初发现和描述者Okamura定名，以表敬意。